# Piper cicatriculosum
Piper cicatriculosum är en pepparväxtart som beskrevs av Trel. & Yunck.. Piper cicatriculosum ingår i släktet Piper och familjen pepparväxter. Inga underarter finns listade i Catalogue of Life.